# Розанов, Александр Борисович
Алекса́ндр (Абра́м) Бори́сович Роза́нов (Розенба́рдт) (1896—1937) — начальник Управления НКВД по Киевской области, старший майор государственной безопасности (1935).

## Биография
Родился в еврейской семье служащего нефтяного склада. Член партии с 1916 года. С октября 1917 года член штаба Красной гвардии в Екатеринославе. С марта 1918 года работал в ВСНХ в Москве.
В органах ВЧК с июня 1918 года, работал в пограничных ЧК на станции Беленихино Курской губернии и в 3-м округе погранохраны в Орле (на границе РСФСР и Украины).
Далее всё время работал на Украине с небольшим перерывом в 1919—1920 годах (заместитель заведующего секретной частью Казанской губернской ЧК): в Харькове (секретарь ВУЧК, январь-апрель 1919), Киеве (инспектор ВУЧК, апрель-август 1919 года, член коллегии губЧК, 1920—1921), Полтаве (заместитель председателя губЧК, 1921—1922), Чернигове (заместитель начальника и начальник губотдела ГПУ, 1922—1923), Екатеринославе (начальник Дорожно-транспортного отдела ОГПУ Екатеринославской железной дороги, 1924), Сталино (помощник начальника Донецкого губотдела и начальник Сталинского окротдела ГПУ, 1924—1928), Николаеве (начальник окротдела ГПУ и Особого отдела 15-й стрелковой дивизии, 1928—1930), вновь в Полтаве (начальник оперсектора ГПУ, 1930—1931) и Киеве (начальник оперсектора ГПУ с 1931 года, с 1932 года начальник облотдела ГПУ, с 1934 года — УНКВД Киевской области), Одессе (начальник УНКВД Одесской области, 1935—1937).
В июне 1937 года был переведён в Воронеж начальником УНКВД области, но не прибыл туда и был арестован в Одессе 11 июля 1937 года. Приговорён к расстрелу 7 сентября и расстрелян на следующий день в особом порядке в Киеве.

### Звания
- старший майор государственной безопасности, 29.11.1935.

### Награды
Награждён: орденом Красного Знамени (1932) и знаком «Почётный работник ВЧК-ГПУ».